# 小卢基里乌斯
小卢基里乌斯（拉丁語：Lucilius Iunior，1世纪在世）是尼禄统治时期的西西里地方财政官，塞内卡的朋友和通信者。他可能是诗歌Aetna的作者。

## 生平
有卢基里乌斯的信息来自塞内卡的著作，尤其是塞内卡写给他的《道德书简》。塞内卡还将他的《天問》和论文《De Providentia》献给了卢基里乌斯。卢基里乌斯似乎是坎帕尼亚人，塞内卡行文中反复提到“你心爱的庞贝城“。在塞内卡写他的书信时（约公元 65 年），卢西利乌斯是西西里岛的地方财政官（也可能是总督）。 他是一名罗马骑士，这是他通过“坚持不懈的工作”获得的地位， 他在罗马南部的阿尔代亚拥有一座乡村别墅。 塞内卡在他的一封较短的信中专门赞扬了卢基里乌斯写的一本书， 并在别处引用了几行卢基里乌斯的诗。 
《Aetna》是一首关于火山活动起源的 644 行诗，该诗被认为可能由维吉尔 、 科尼利厄斯·塞维鲁或曼尼里乌斯著成。

它的构成最早可以追溯到公元前 44 年，因为某些已知在那个日期被转移到罗马的艺术品被称为远离城市。但由于作者似乎已经知道并使用了塞内卡的自然问题（大约公元 65 年写成），并且没有提及维苏威火山的大喷发（公元 79 年），因此其创作时间似乎介于这两个日期。支持 Lucilius 的作者身份的事实是，他是塞内卡的朋友并且熟悉他的著作；他曾担任西西里皇家检察官一段时间，因此对当地很熟悉；他写了一首关于西西里主题的诗。反对的是，在塞内卡的第 79 封信中， 这是该问题的主要权威，他显然要求卢西利乌斯应该将Aetna的陈腐主题仅仅作为他所考虑的诗歌中的一个插曲，而不是将其作为主题分开治疗。 Aetna的来源是Apamea 的 Posidonius ，也许还有伪亚里士多德的De Mundo ，同时还有许多Lucretius的回忆录。它已经堕落到一个非常腐败的状态，并且由于主题的非诗性、对简洁的紧张以及对隐喻的唐突使用而增加了它的困难。
1. ↑  Seneca, Epistles,  xlix. 2,  lxx. 1
2. ↑  Seneca, Epistles,  xxxi. 9-10, Seneca, Epistles,  li. 1
3. ↑  Seneca, Epistles,  xliv. 2
4. ↑  Seneca, Epistles,  cv. 1
5. ↑  Seneca, Epistles,  xlvi
6. ↑  Seneca, Epistles,  viii. 10,  xxiv. 21, Nat. Quaes. iii. 1. See also N. Q. iii. 26 where mention is made of a poem by Lucilius on Arethusa, and iv. 2 where Seneca addresses Lucilius as 'my poet'.
7. ↑  Seneca, Epistles,  lxxix. 5

## 版本
- J 斯卡利格(1595)
- 雅各布 (1826)
- 哈吉·蒙罗(1867)
- 莫里茨·豪普特 (Moritz Haupt)在他的维吉尔 (1873) 版中
- E. Bährens in Poetae latini minores ，ii。
- 齐格弗里德·苏德豪斯(1898)
- Robinson Ellis (1901)，包含该主题的参考书目